# 法國郵政

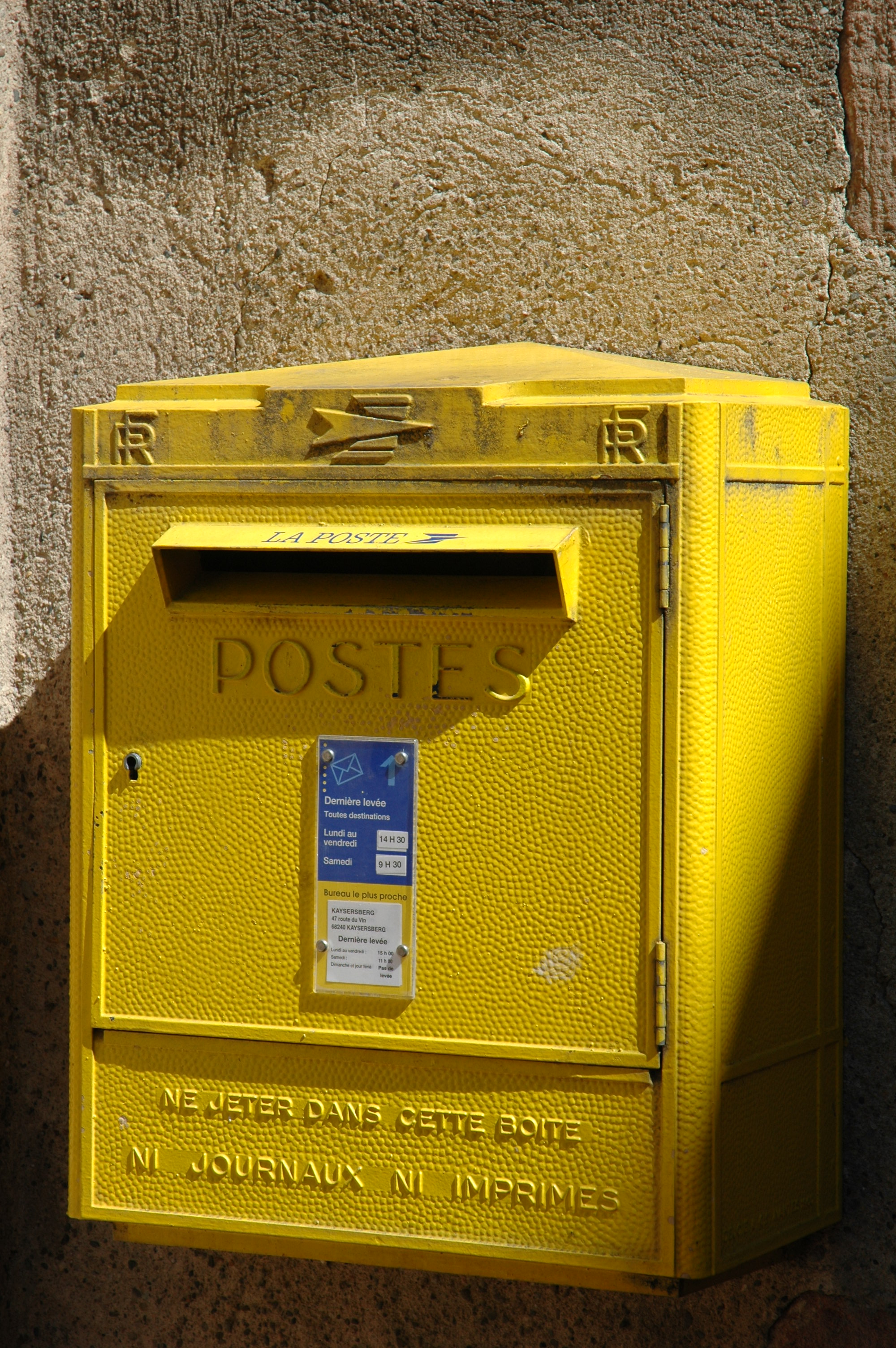
亞爾薩斯凱塞爾斯貝爾的郵筒

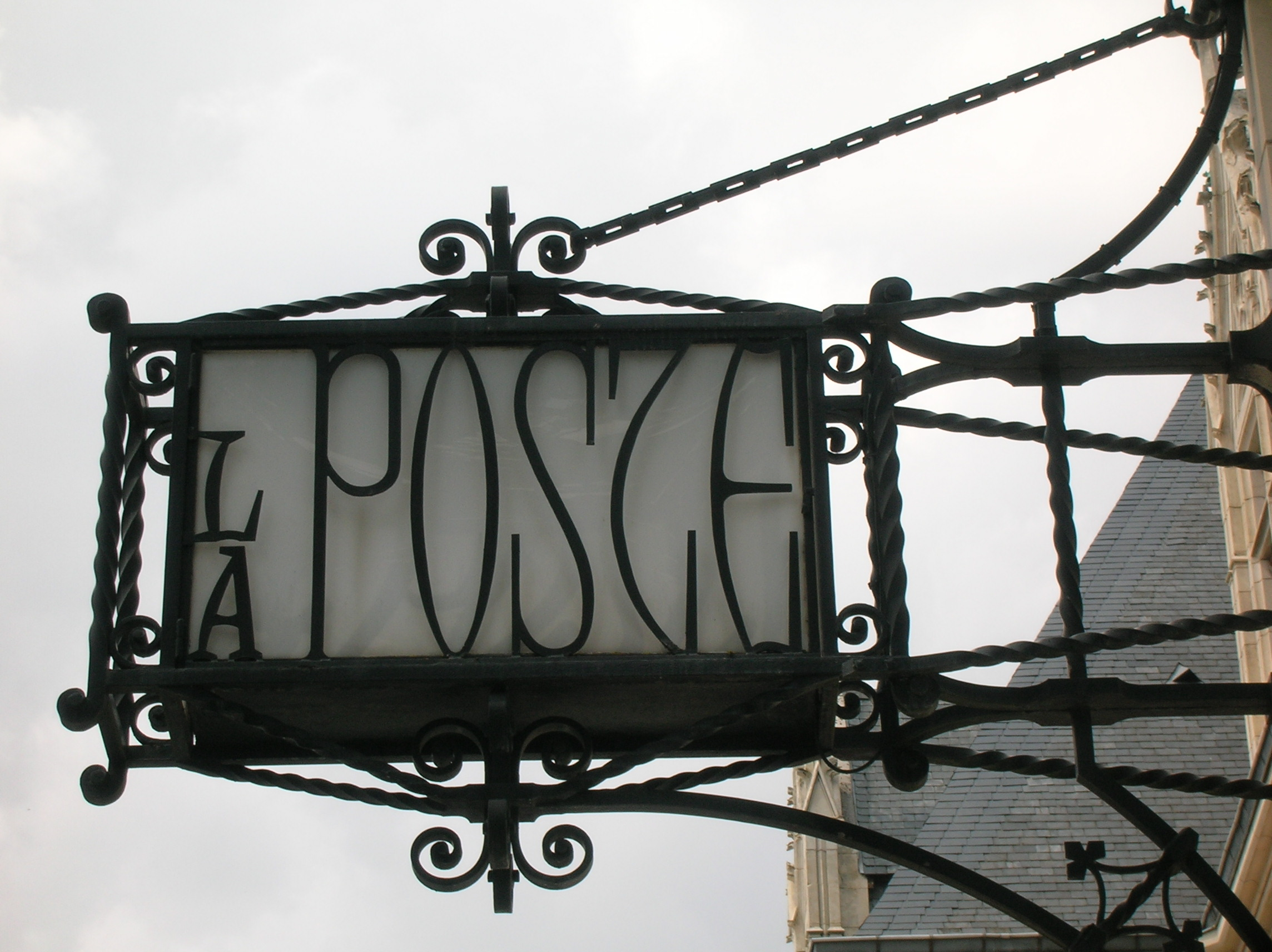
布爾日郵政局的招牌

法國郵政（法語：La Poste）成立於1576年，在1991年改制為公司，總部設於巴黎十五區，是法國政府全資擁有的郵政機構，亦是法國第二大的雇主。在法國的海外領地，例如留尼旺、瓜德羅普、馬提尼克、法屬圭亞那、馬約特、聖皮埃爾和密克隆群島等都有提供服務。

## 外部連結
- La Poste Mail services
- La Poste website （页面存档备份，存于） （法文）
- Postal Services in France - at Discover France (English) （页面存档备份，存于）